# Bap (alimento)
Il bap (밥?) è un prodotto alimentare tipico della cucina coreana, realizzato facendo bollire il riso (o altri cereali come orzo, sorgo, miglio, riso nero e fagioli) finché l'acqua non si esaurisce. Verdure, frutti di mare e carne possono essere aggiunti per crearne tipi differenti. Esistono molte ricette a base di bap, quali bibimbap, bokkeumbap e gimbap.

## Etimologia
La parola, generalmente tradotta come "riso" o "riso bollito", ha anche il significato più esteso di "pasto". In questo contesto, ha nomi diversi in base alla persona al quale è servito: jinji (진지?) per un anziano, sura (수라?) per il re, e me (메?) per i defunti nei riti ancestrali. Il bap è affine ad altre preparazioni della cucina asiatica, quali il fàn (饭S, 飯P) cinese e i meshi (飯?) e gohan (ご飯?) della cucina giapponese.

## Preparazione
Tradizionalmente, il bap veniva preparato nel gamasot (un calderone di ghisa). Mentre quest'ultimo è stato sostituito in età moderna dalla pentola cuociriso elettrica, è ancora in uso la dolsot, una pentola di pietra dal fondo spesso: il riso cucinato in essa e nel gamasot è conosciuto come sotbap ed è considerato una leccornia; genera anche più nurungji (riso bruciato) durante la cottura.
Per cucinare il bap, il riso viene sfregato e risciacquato numerose volte (l'acqua di lavaggio viene chiamata tteumul e viene riciclata nella preparazione, per esempio, di cosmetici). Prima di essere bollito, il riso viene immerso in acqua per trenta minuti per favorire una cottura omogenea. Se si fa uso di riso integrale o cereali a grana più grossa come le lacrime di Giobbe, è necessario che l'immersione duri tutta la notte per evitare che rimangano crudi. Successivamente i cereali vengono cotti. In una normale pentola con il fondo spesso, a fuoco medio-alto e con il coperchio, il riso raggiunge il punto di cottura in circa dieci minuti, poi viene mescolato e lasciato sobbollire a fuoco lento per altri cinque-dieci minuti.
Il riso bruciato sul fondo della pentola viene consumato come spuntino o lasciato in infusione, preparando così una bevanda, il sungnyung.

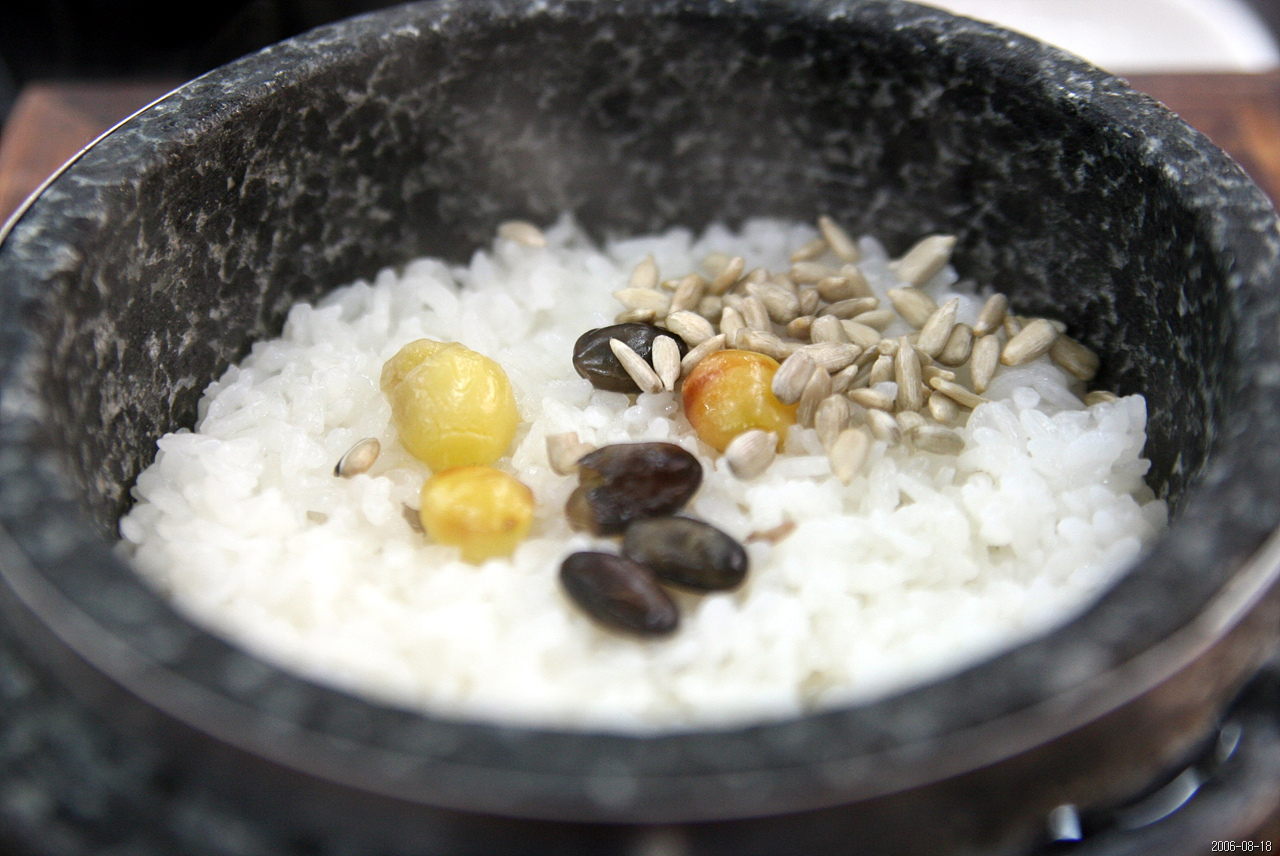
Riso in una dolsot.
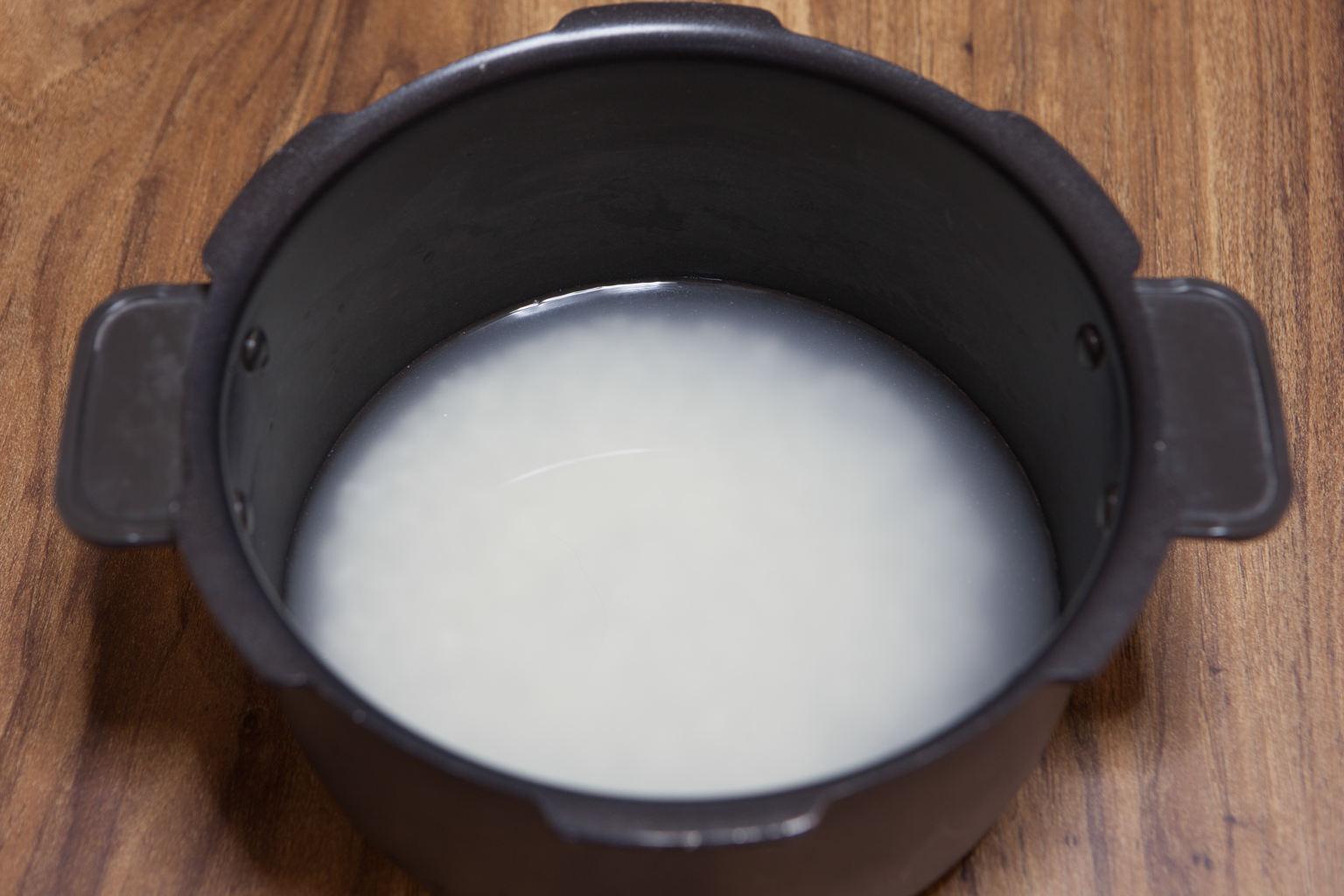
Tteumul (acqua di lavaggio).

## Tipi di bap

### A base di riso
Il bap più classico è quello a base di solo riso, e viene chiamato ssalbap (쌀밥?, bap di riso) o semplicemente bap; ha poi nomi diversi in base al colore e al tipo di riso:
- Di riso bianco non glutinoso: huinssalbap (흰쌀밥?), baekmibap (백미밥?, "bap di riso bianco") quando paragonato al bap di riso integrale, mepssalbap (멥쌀밥?, "bap di riso non glutinoso") quando paragonato al bap di riso glutinoso;
- Di riso nero: heungmibap (흑미밥?);
- Di riso integrale, o riso bianco con riso integrale: hyeonmibap (현미밥?);
- Di riso glutinoso, o riso bianco con riso glutinoso: chapssalbap (찹쌀밥?);
- Di riso glutinoso integrale: hyeonmichapssalbap (현미찹쌀밥?).

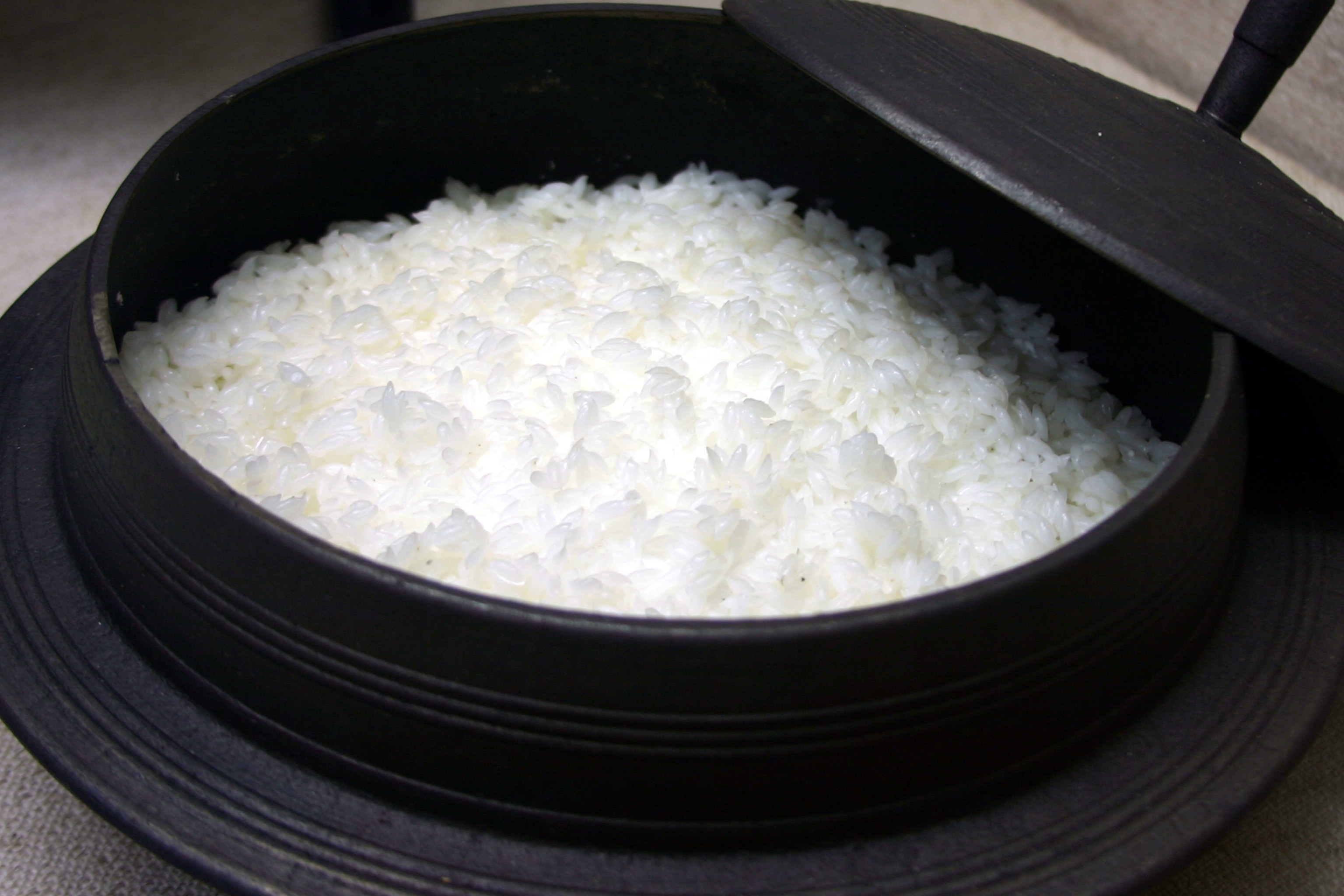
Bap di riso bianco.
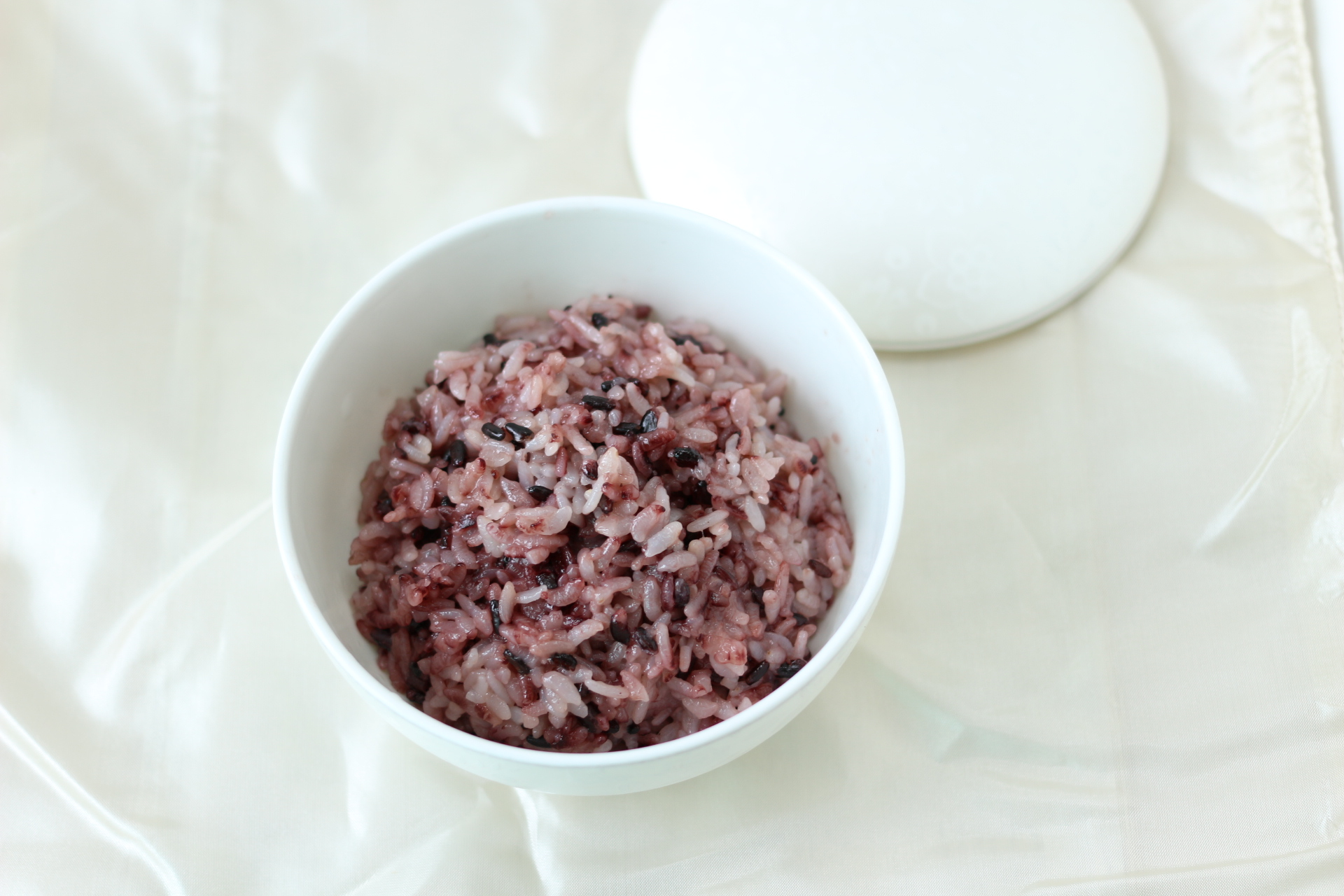
Bap di riso nero.
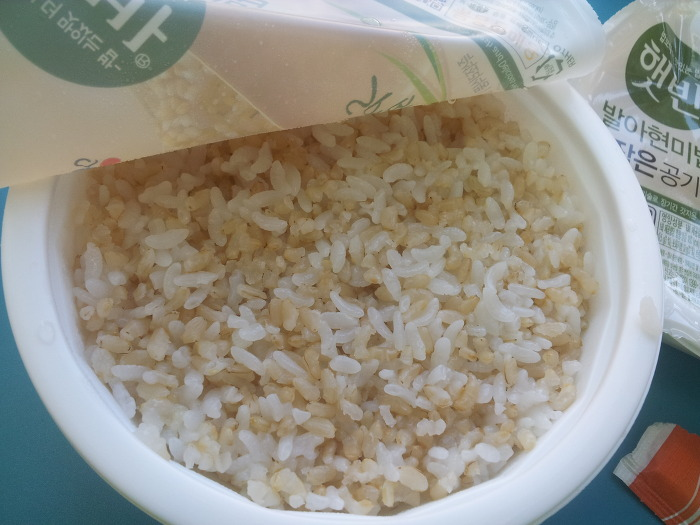
Bap istantaneo di riso integrale.

### A base di riso con/o altri cereali
Il bap cucinato con riso e altri cereali si chiama japgokbap (잡곡밥?, "bap di più cereali"). Nel giorno del daeboreum, la prima luna piena dell'anno, i coreani mangiano l'ogokbap (오곡밥?, "bap di cinque cereali") fatto con riso glutinoso, miglio, sorgo, fagioli neri e fagioli rossi, oppure il chalbap (찰밥?, "bap appiccicoso") di riso glutinoso, fagioli rossi, fagioli neri, castagne e giuggiole.
Quando il riso viene mescolato ad un altro cereale, il bap cambia nome in base a quest'ultimo:
- boribap (보리밥?, "bap con orzo")
- kongbap (콩밥?, "bap con fagioli")
- gijangbap (기장밥?, "bap con miglio")
- jobap (조밥?, "bap con panico")
- memilbap (메밀밥?, "bap con grano saraceno")
- nokdubap (녹두밥?, "bap con fagioli mungo")
- oksusubap (옥수수밥?, "bap con mais")
- patbap (팥밥?, "bap con fagioli rossi")
- susubap (수수밥?, "bap con sorgo")

Alcuni cereali possono essere cotti senza riso. Il bap di solo orzo si chiama kkongboribap (꽁보리밥?).

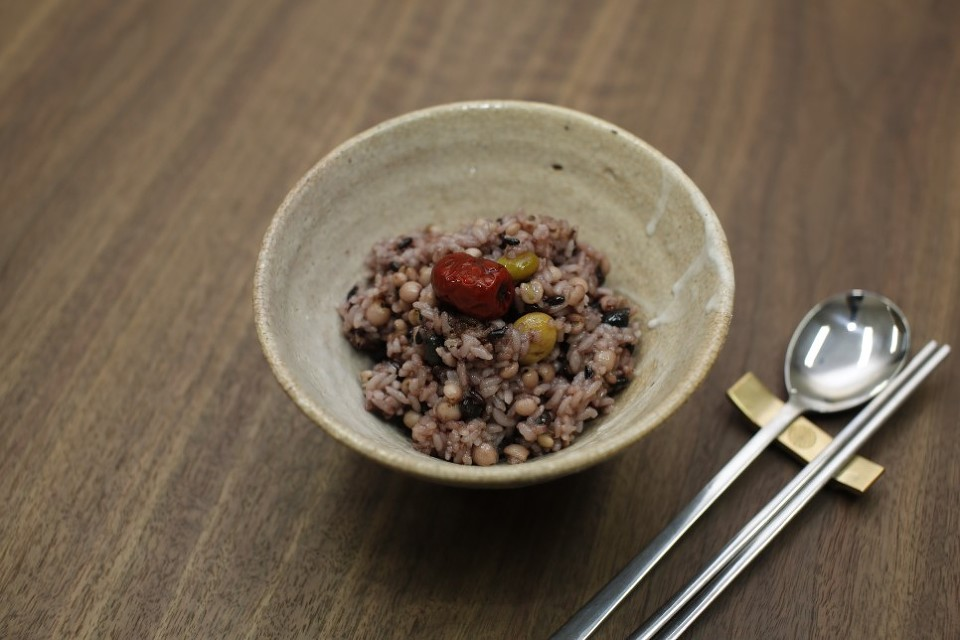
Japgokbap.
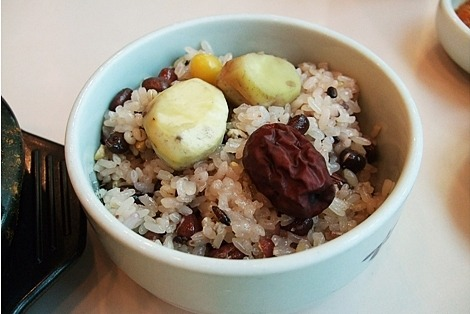
Ogokbap.
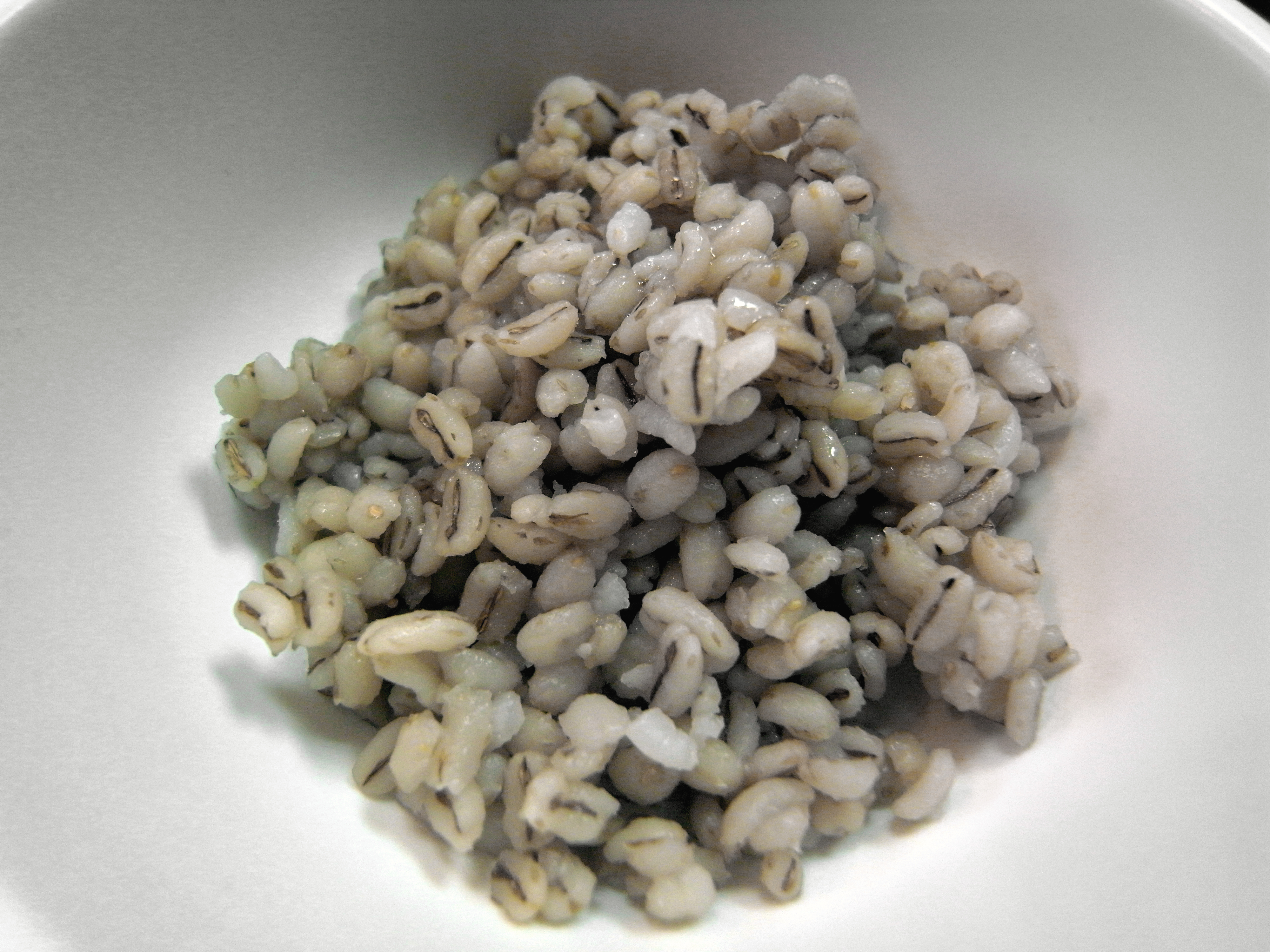
Boribap.
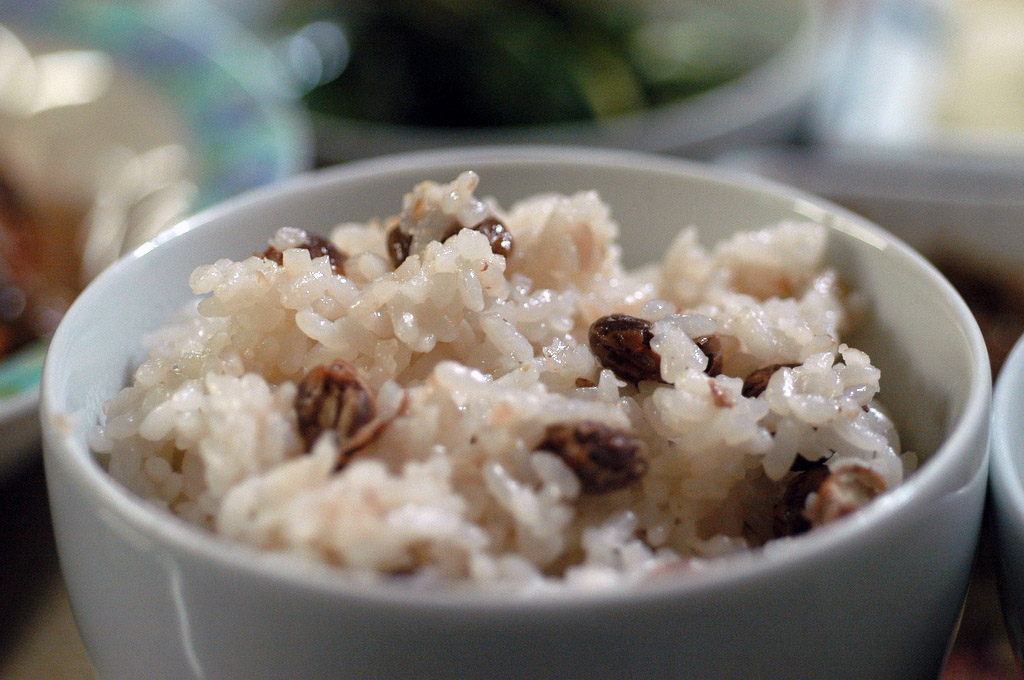
Kongbap.
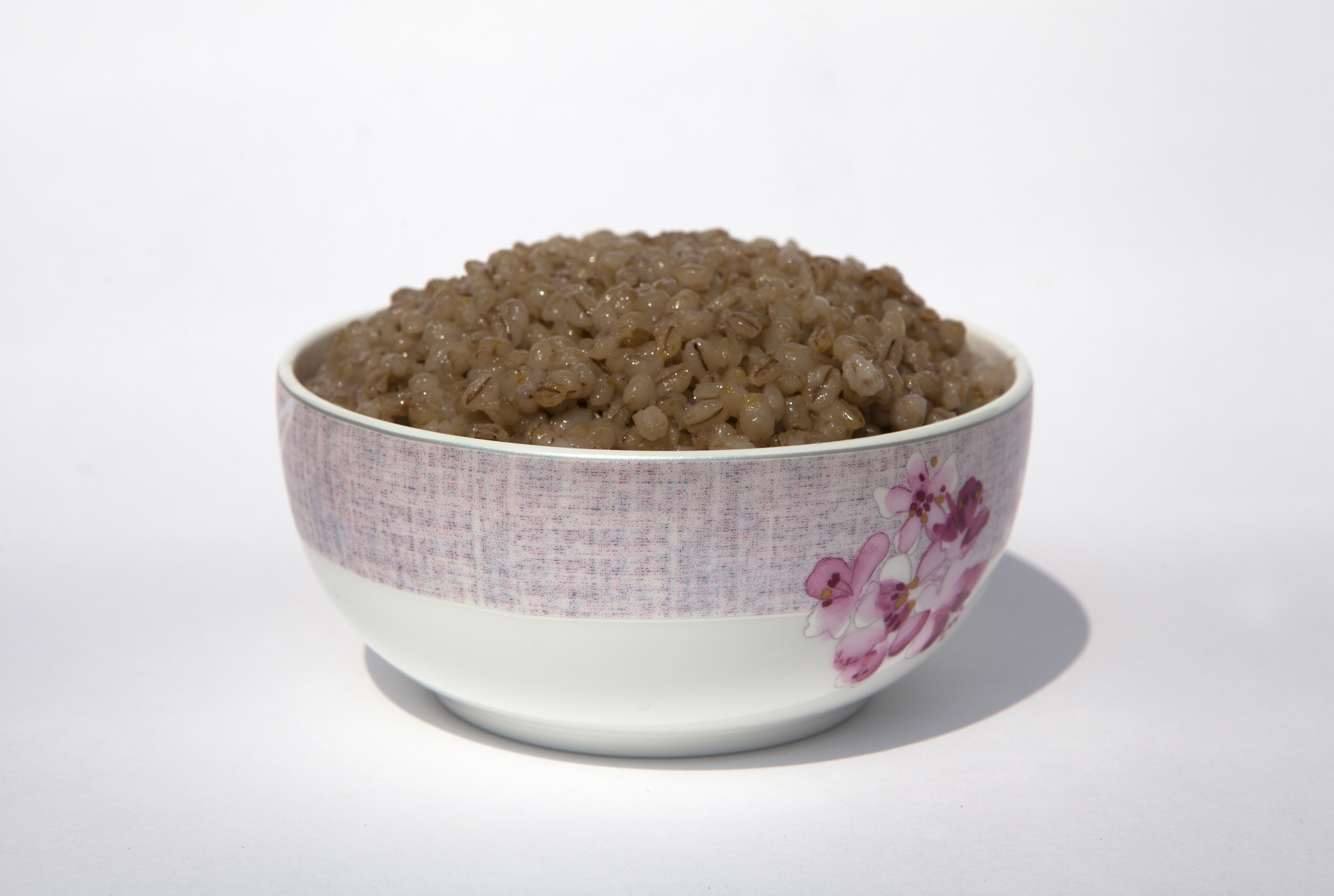
Kkongboribap.

### Con ingredienti speciali
Il byeolmibap (별미밥?, "bap prelibato speciale") o byeolbap (별밥?, "bap speciale") può essere fatto mescolando al bap ingredienti come verdure, frutti di mare e carne. Per esempio, il namulbap (나물밥?) si prepara con l'aggiunta di erbe namul. Alcune varietà di byeolmibap sono:
- bambap (밤밥?, "bap con castagne")
- bijibap (비지밥?, "bap con polpa di soia")
- gamjabap (감자밥?, "bap con patate")
- gondeurebap (곤드레밥?, "bap con gondre")
- gulbap (굴밥?, "bap con ostriche")
- gyeranbap (계란밥?, "bap con uova")
- jogaebap (조개밥?, "bap con vongole")
- kongnamulbap (콩나물밥?, "bap con germogli di soia")
- mubap (무밥?, "bap con mu")
- songibap (송이밥?, "bap con matsutake")
- ssukbap (쑥밥?, "bap con artemisia")

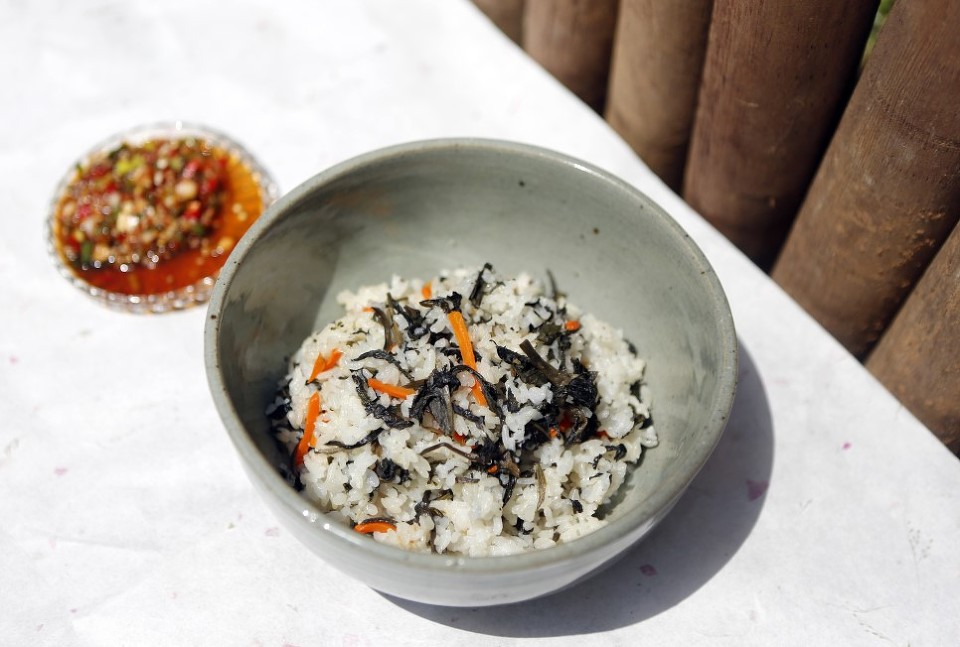
Bap con gondre.
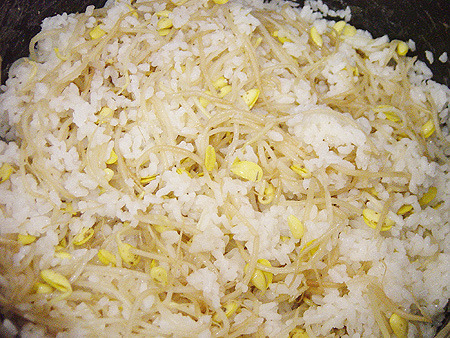
Bap con germogli di soia.

## Piatti a base dibap
Oltre che da solo, il bap viene utilizzato come ingrediente per alcune ricette:
- bibimbap (비빔밥?, "bap mescolato"): riso guarnito con verdure condite, carne, funghi, uova e altri ingredienti; il tutto viene mescolato prima di essere consumato.
- bokkeumbap (볶음밥?, "bap fritto"): riso saltato in una padella unta d'olio, accompagnato da verdure tagliate o carne.
- deopbap (덮밥?, "bap sormontato"): riso guarnito con un ingrediente che può essere servito come contorno (per esempio, lo hoedeopbap è sormontato da pesce crudo).
- gimbap (김밥?, "bap con alghe"): su un foglio di alga gim vengono disposti uno strato di riso e altri ingredienti, poi il tutto viene arrotolato e tagliato a fette.
- gukbap (국밥?, "zuppa di bap"): riso bollito, o aggiunto successivamente, in una zuppa.
- heotjesatbap (헛제삿밥?, "bap in stile jesa"): piatto simile al bimbimbap servito con delle verdure, tradizionalmente utilizzato nei riti ancestrali (jesa).
- jumeokbap (주먹밥?, "palla di bap"): riso compattato in palline.
- ssambap (쌈밥?, "involtini di bap"): riso cotto insieme a vari contorni e a pasta ssamjang, consumato dopo essere stato avvolto in una foglia di lattuga, shiso, ecc.
- yakbap (약밥?, "bap dolce"): riso glutinoso cotto al vapore, mischiato con miele, giuggiole, salsa di soia, olio di sesamo, castagne, pinoli, ecc.
- yeonipbap (연잎밥?; "riso in foglia di loto"): riso glutinoso cotto al vapore e avvolto in foglie di loto.

Triturato, il bap diventa la farina per preparare i tteok.

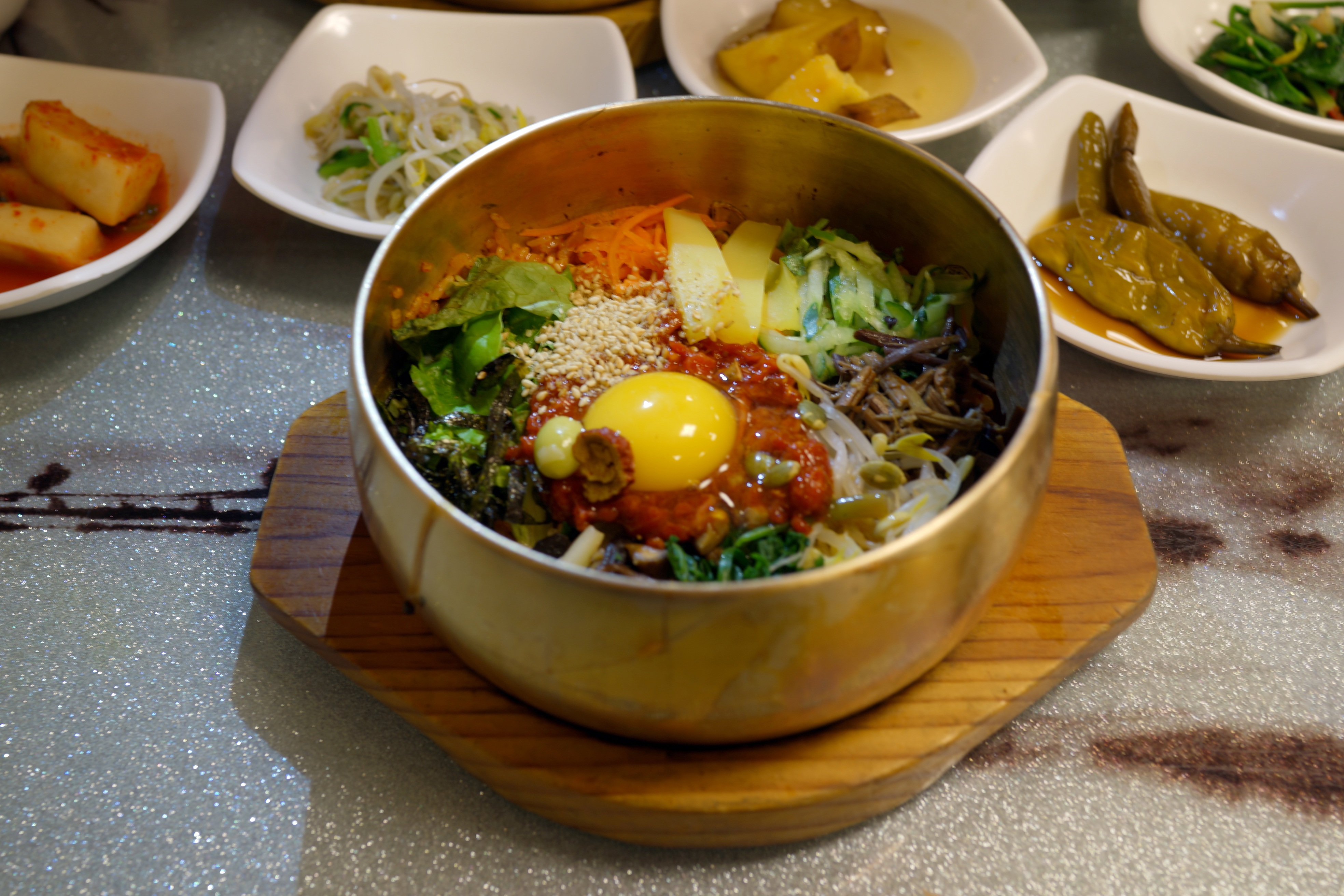
Bibimbap.
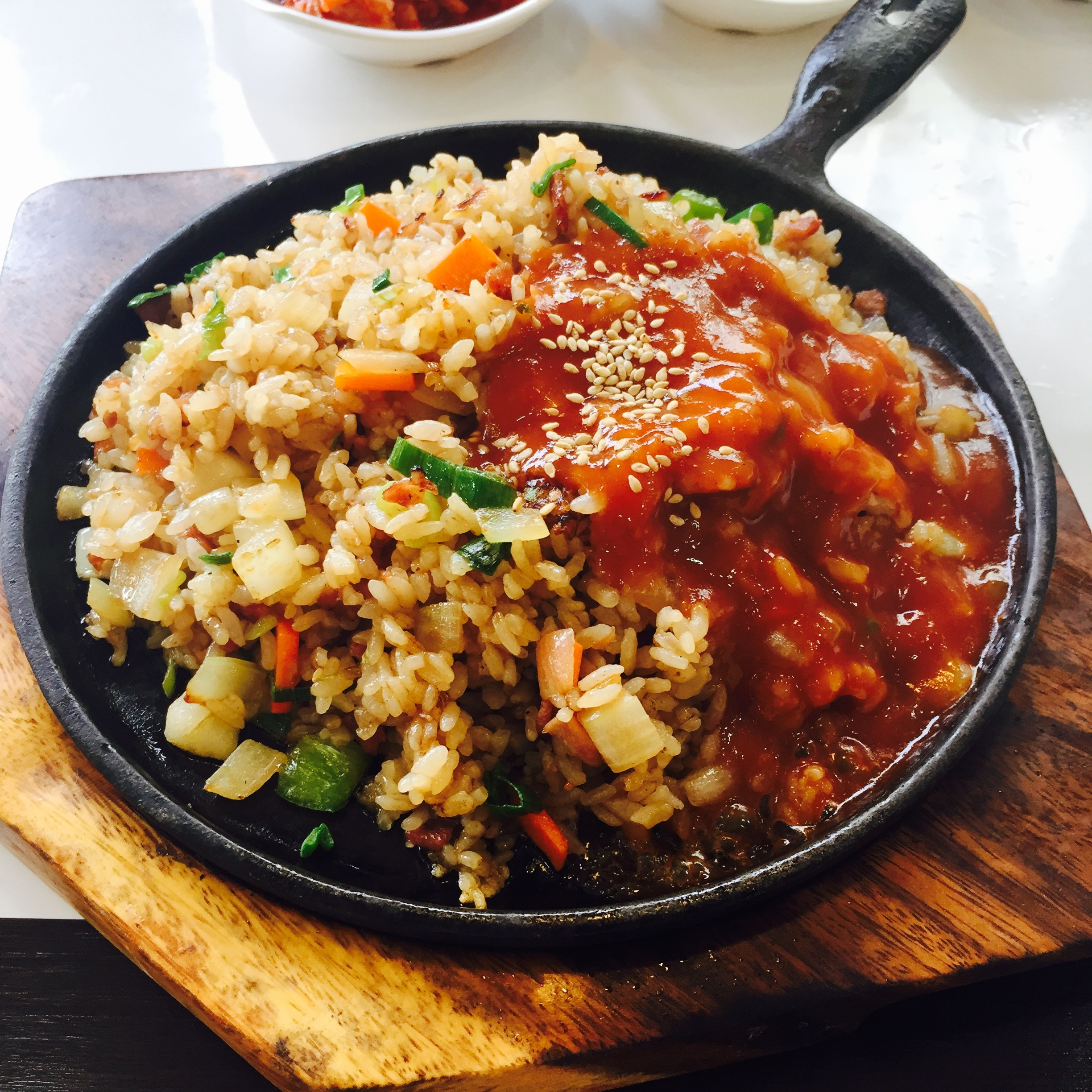
Bokkeumbap.
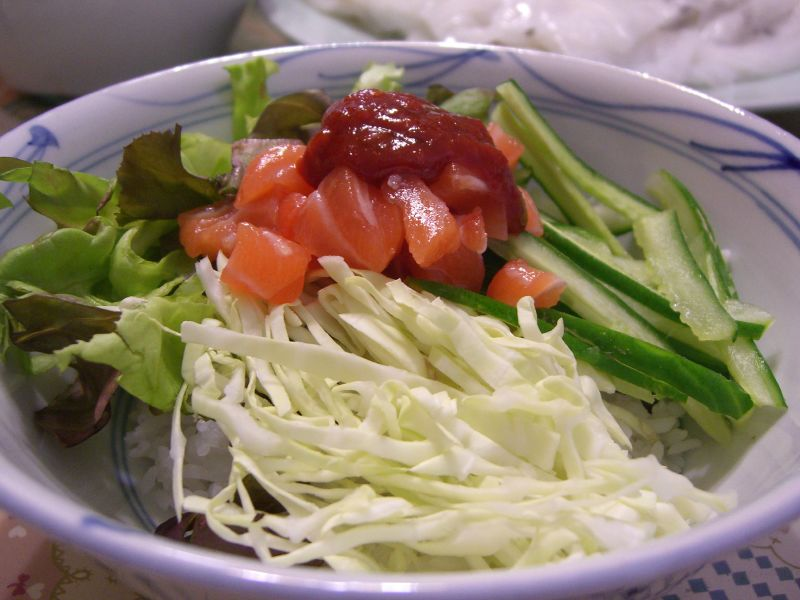
Hoedeopbap.
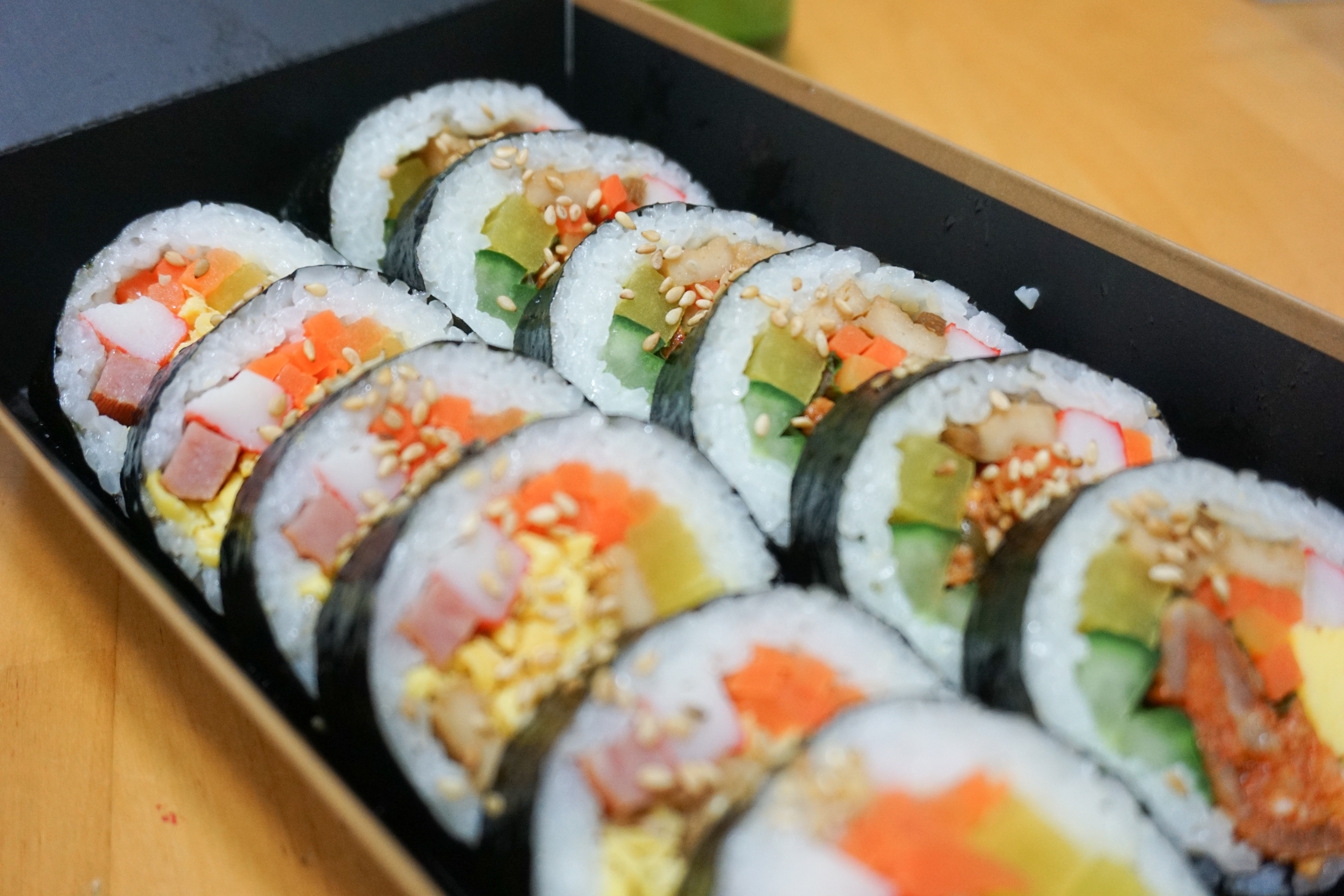
Gimbap.
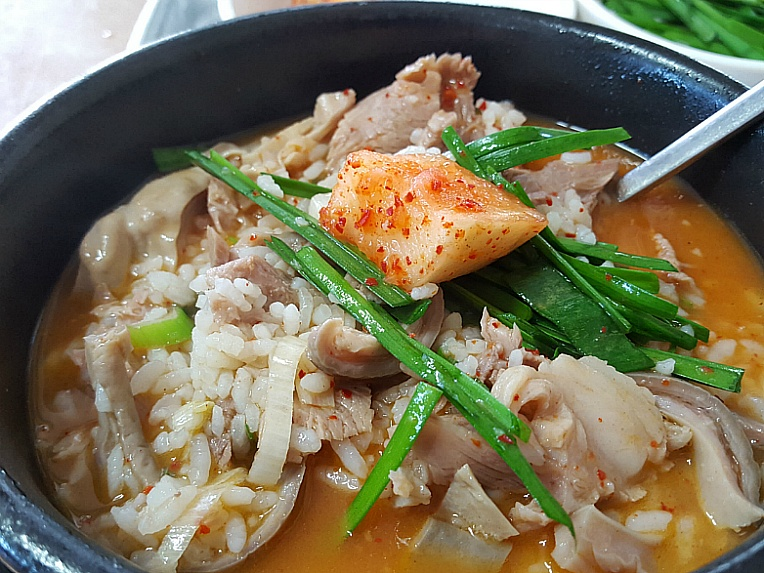
Gukbap.
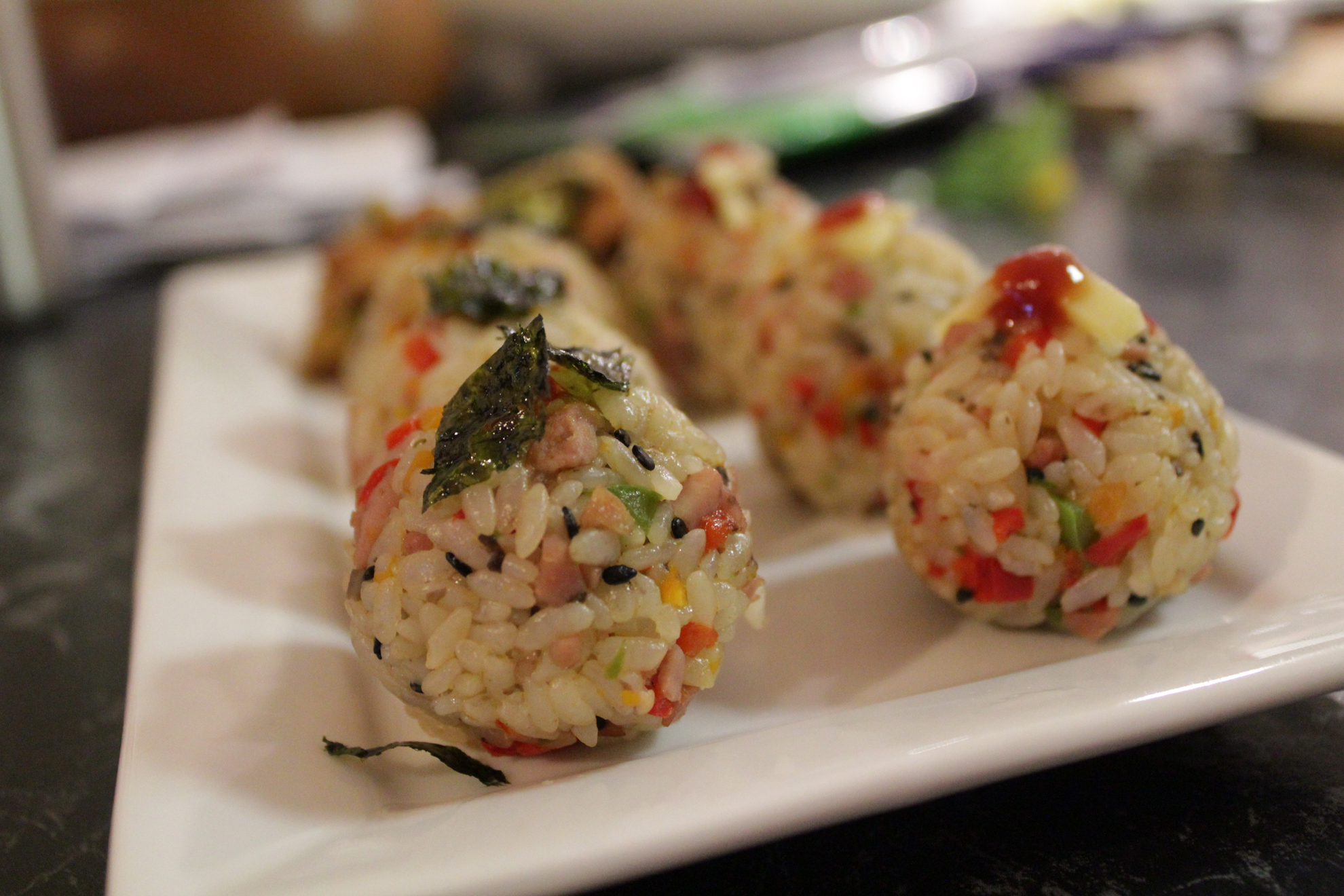
Jumeokbap.
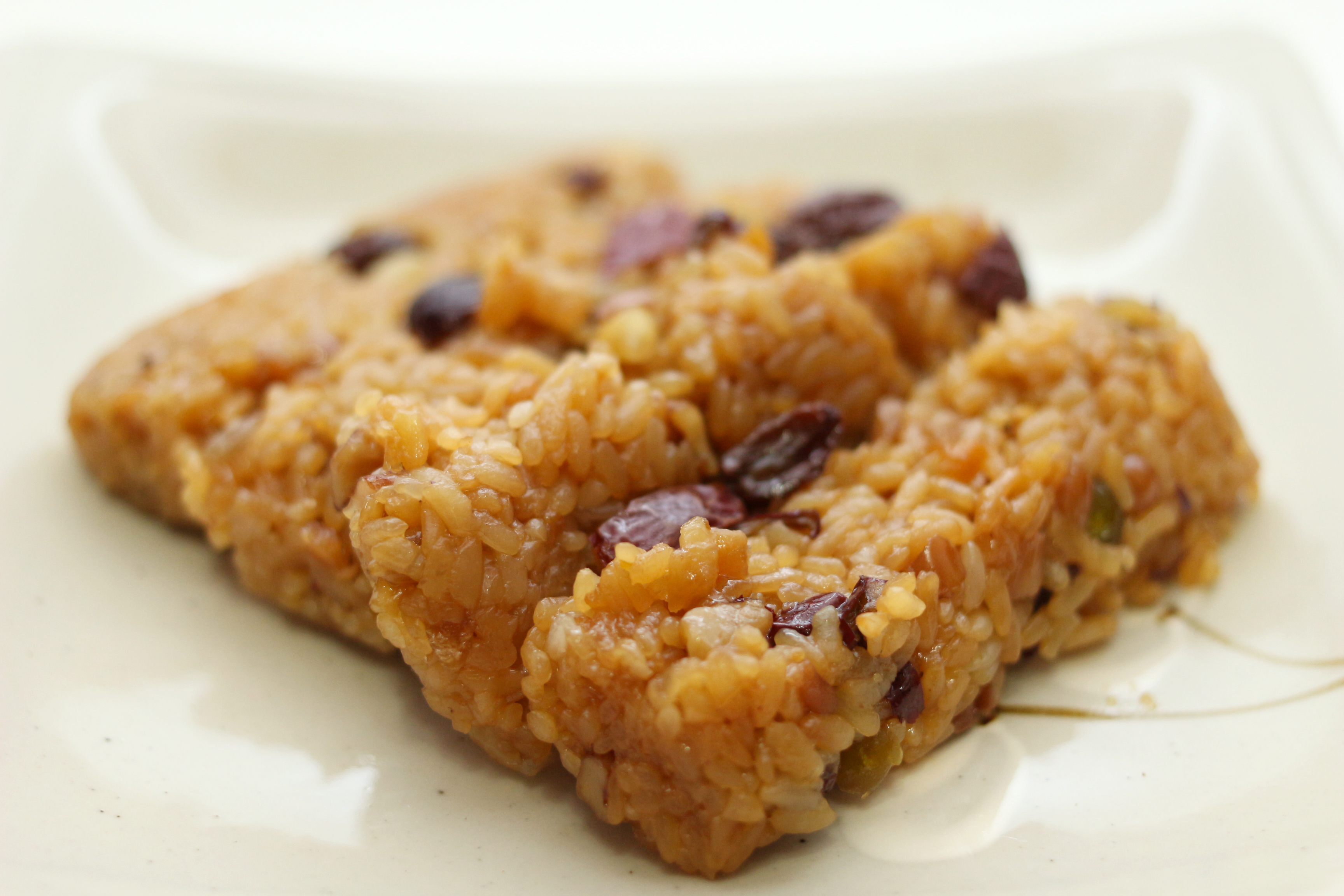
Yakbap.

## Consumo
Il bap viene consumato ad ogni pasto come accompagnamento alla portata principale, tanto che la domanda "Hai mangiato il bap?" (밥 먹었어요??, Bap meog-eoss-eo-yo?LR) è un saluto comune tra amici e familiari.